# Eneco Tour 2008
De Eneco Tour 2008 werd verreden van 20 tot en met 27 augustus. De start van de ronde vond plaats in Nederland in Sittard met een proloog. De gemeente Sittard-Geleen was in 2007 gastheer voor de afsluitende tijdrit.
Aangezien Landgraaf zich al eerder terugtrok als etappeplaats was er deze keer geen koninginnenrit door het heuvelland. De etappe van Beek naar Roermond is voor een deel door het heuvelland afgelegd maar de laatste 60 kilometer waren nagenoeg vlak en de etappe is dan ook gewonnen door de sprinter Tom Boonen.
Op 21 april 2008 heeft de gemeente Nieuwegein getekend voor het ontvangen van de Eneco Tour.

## Etappe-overzicht
| etappe | datum       | start          | eindstreep     | afstand                       | winnaar              | klassementsleider   |
| ------ | ----------- | -------------- | -------------- | ----------------------------- | -------------------- | ------------------- |
| P      | 20 augustus | Sittard-Geleen | Sittard-Geleen | 4,4 km (proloog)              | José Iván Gutiérrez  | José Iván Gutiérrez |
| 1e     | 21 augustus | Beek           | Roermond       | 173,8 km                      | Tom Boonen           | José Iván Gutiérrez |
| 2e     | 22 augustus | Roermond       | Nieuwegein     | 173,2 km                      | André Greipel        | José Iván Gutiérrez |
| 3e     | 23 augustus | Nieuwegein     | Terneuzen      | 185,9 km                      | Daniele Bennati      | Daniele Bennati     |
| 4e     | 24 augustus | Terneuzen      | Ardooie        | 213 km                        | Tom Boonen           | André Greipel       |
| 5e     | 25 augustus | Ardooie        | Oostende       | 167 km                        | Carlo Westphal       | André Greipel       |
| 6e     | 26 augustus | Maldegem       | Brussel        | 186 km                        | Edvald Boasson Hagen | André Greipel       |
| 7e     | 27 augustus | Mechelen       | Mechelen       | 18,8 km (individuele tijdrit) | Raivis Belohvoščiks  | José Iván Gutiérrez |

## Eindklassement
| rang | renner              | land      | ploeg            | tijd       |
| ---- | ------------------- | --------- | ---------------- | ---------- |
|      | José Iván Gutiérrez | Spanje    | Caisse d'Epargne | 26u 27'07" |
| 2    | Sébastien Rosseler  | België    | Quick-Step       | op 4"      |
| 3    | Michael Rogers      | Australië | Team Columbia    | op 7"      |
| 4    | Stijn Devolder      | België    | Quick-Step       | op 13"     |
| 5    | André Greipel       | Duitsland | Team Columbia    | op 14"     |
| 6    | Joost Posthuma      | Nederland | Rabobank         | op 39"     |
| 7    | Servais Knaven      | Nederland | Team Columbia    | op 48"     |
| 8    | Bram Tankink        | Nederland | Rabobank         | op 51"     |
| 9    | Jürgen Roelandts    | België    | Silence-Lotto    | op 54"     |
| 10   | Piet Rooijakkers    | Nederland | Skil-Shimano     | op 1'02"   |

## Nevenklassementen
| rang | renner               | land      | ploeg         | punten |
| ---- | -------------------- | --------- | ------------- | ------ |
|      | Jürgen Roelandts     | België    | Silence-Lotto | 113    |
| 2    | André Greipel        | Duitsland | Team Columbia | 105    |
| 3    | Edvald Boasson Hagen | Noorwegen | Team Columbia | 104    |

| rang | renner           | land      | ploeg        |
| ---- | ---------------- | --------- | ------------ |
|      | Floris Goesinnen | Nederland | Skil-Shimano |

## Etappes

### Proloog
In de proloog van 4,4 kilometer had de Fransman Cyril Lemoine lange tijd de beste tijd, omdat hij vrij vroeg — toen het parcours er nog droog bij lag — mocht starten. Later begon het te regenen en werden er minder risico's genomen. Hierdoor beten enkele tijdritspecialisten, zoals Stijn Devolder, Leif Hoste, Michael Rogers en Joost Posthuma, hun tanden stuk op Lemoines tijd. Hij leek heel lang op weg naar de dagzege, maar José Iván Gutiérrez, eindwinnaar van de vorige editie en dus als laatste gestart, kon zijn tijd nog verbeteren: hij deed een kleine seconde minder lang over het parcours dan Lemoine. Hij werd meteen ook de eerste leider. Voor België was het een geslaagde dag: met 3 Belgen bij de tien eersten waren ze het best vertegenwoordigd. Koen de Kort was de enige Nederlander bij de eerste tien.
| rang | renner               | land      | ploeg              | tijd  |
| ---- | -------------------- | --------- | ------------------ | ----- |
|      | José Iván Gutiérrez  | Spanje    | Caisse d'Epargne   | 5'31" |
| 2    | Cyril Lemoine        | Frankrijk | Crédit Agricole    | z.t.  |
| 3    | Edvald Boasson Hagen | Noorwegen | Team Columbia      | op 1" |
| 4    | Sébastien Rosseler   | België    | Quick-Step         | op 3" |
| 5    | Michael Rogers       | Australië | Team Columbia      | op 4" |
| 6    | Koen de Kort         | Nederland | Astana             | z.t.  |
| 7    | Jurgen Van Goolen    | België    | Team CSC Saxo Bank | op 5" |
| 8    | Jimmy Engoulvent     | Frankrijk | Crédit Agricole    | z.t.  |
| 9    | Jürgen Roelandts     | België    | Silence-Lotto      | op 6" |
| 10   | Marlon Pérez         | Colombia  | Caisse d'Epargne   | z.t.  |

### Eerste etappe
In de eerste rit in lijn waren het twee thuisrijders die zich toonden: Floris Goesinnen koos vroeg in de etappe het hazenpad, om later het gezelschap te krijgen van Bram Tankink. De premies onderweg werden netjes verdeeld: Tankink nam de tussensprints voor zijn rekening en Goesinnen kwam als eerste boven op drie kleine hellingen. Ze werden ingerekend op 11 kilometer van de streep en het kwam tot een massasprint.
Quick-Step zette een treintje op en Tom Boonen af in de laatste rechte lijn. Die haalde het met gemak voor twee Italianen en Belgisch kampioen Jürgen Roelandts.
| rang | renner               | land        | ploeg            | tijd      |
| ---- | -------------------- | ----------- | ---------------- | --------- |
|      | Tom Boonen           | België      | Quick-Step       | 4u 16'17" |
| 2    | Daniele Bennati      | Italië      | Liquigas         | z.t.      |
| 3    | Fabio Sabatini       | Italië      | Team Milram      | z.t.      |
| 4    | Jürgen Roelandts     | België      | Silence-Lotto    | z.t.      |
| 5    | Heinrich Haussler    | Duitsland   | Gerolsteiner     | z.t.      |
| 6    | Edvald Boasson Hagen | Noorwegen   | Team Columbia    | z.t.      |
| 7    | Angelo Furlan        | Italië      | Crédit Agricole  | z.t.      |
| 8    | Kenny van Hummel     | Nederland   | Skil-Shimano     | z.t.      |
| 9    | Elia Rigotto         | Italië      | Team Milram      | z.t.      |
| 10   | Aurélien Clerc       | Zwitserland | Bouygues Télécom | z.t.      |

### Tweede etappe
Het eerste wedstrijduur van de tweede etappe werd gekenmerkt door een moordend tempo, waardoor niemand kon ontsnappen. Daarna ontstond er een vlucht van vijf renners: Matthé Pronk, Artur Gajek, Ermanno Capelli, Javier Lorente en David Deroo. Negen kilometer voor het einde werden ze ingerekend, en het kwam opnieuw tot een massasprint. Team Columbia nam het heft in handen in de laatste kilometers, André Greipel won, Juan José Haedo werd tweede. Een landgenoot van Greipel, Robert Förster, mocht nog mee op het podium. José Iván Gutiérrez mocht opnieuw de witte leiderstrui aantrekken.
| rang | renner               | land       | ploeg              | tijd      |
| ---- | -------------------- | ---------- | ------------------ | --------- |
|      | André Greipel        | Duitsland  | Team Columbia      | 3u 51'31" |
| 2    | Juan José Haedo      | Argentinië | Team CSC Saxo Bank | z.t.      |
| 3    | Robert Förster       | Duitsland  | Gerolsteiner       | z.t.      |
| 4    | Kenny van Hummel     | Nederland  | Skil-Shimano       | z.t.      |
| 5    | Tom Boonen           | België     | Quick-Step         | z.t.      |
| 6    | Edvald Boasson Hagen | Noorwegen  | Team Columbia      | z.t.      |
| 7    | Jürgen Roelandts     | België     | Silence-Lotto      | z.t.      |
| 8    | Francesco Chicchi    | Italië     | Liquigas           | z.t.      |
| 9    | David Kopp           | Duitsland  | Cycle-Collstrop    | z.t.      |
| 10   | Elia Rigotto         | Italië     | Team Milram        | z.t.      |

### Derde etappe
In de derde etappe was er opnieuw een lange ontsnapping, met Aitor Hernández, Raul Alarcon Garcia, Yohann Gène en opnieuw Matthé Pronk. Ruim 100 kilometer verder sloten Maarten Tjallingii en Laurent Mangel aan. De windrichting en -snelheid was echter ideaal om een waaier te trekken in het peloton, en Quick-Step deed dat ook, waardoor de voorsprong zienderogen slonk. Het peloton brak in twee stukken, maar alle renners uit de top-10 zaten in het eerste deel. De wedstrijd eindigde in een massasprint, een kolfje naar de hand van Daniele Bennati. België had twee renners op het podium, want Tom Boonen werd tweede en Jürgen Roelandts derde. Door de bonificatieseconden nam Bennati de leiderstrui over van José Iván Gutiérrez.
| rang | renner           | land                | ploeg           | tijd      |
| ---- | ---------------- | ------------------- | --------------- | --------- |
|      | Daniele Bennati  | Italië              | Lampre          | 4u 46'08" |
| 2    | Tom Boonen       | België              | Quick-Step      | z.t.      |
| 3    | Jürgen Roelandts | België              | Silence-Lotto   | z.t.      |
| 4    | Kenny van Hummel | Nederland           | Skil-Shimano    | z.t.      |
| 5    | Borut Božič      | Slovenië            | Cycle-Collstrop | z.t.      |
| 6    | Tom Leezer       | Nederland           | Rabobank        | z.t.      |
| 7    | Alberto Curtolo  | Italië              | Liquigas        | z.t.      |
| 8    | David Kopp       | Duitsland           | Cycle-Collstrop | z.t.      |
| 9    | Robert Förster   | Duitsland           | Gerolsteiner    | z.t.      |
| 10   | Roger Hammond    | Verenigd Koninkrijk | Team Columbia   | z.t.      |

### Vierde etappe
De tweede ontsnapping van de dag was de goede; ze bestond uit zes renners: Mirko Selvaggi, Lars Bak, Frank Høj, Maarten Wijnants, André Greipel en opnieuw Maarten Tjallingii. Greipel was het best geplaatst in het algemene klassement en nam onderweg zo veel mogelijk bonificatieseconden mee. Maar een massasprint was opnieuw onvermijdelijk, want op acht kilometer voor de finish waren de zes er aan voor de moeite. Tom Boonen zat ideaal in het wiel van Kenny van Hummel, plaatste zijn versnelling en won. Van Hummel finishte als tweede, Edvald Boasson Hagen werd derde en behaalde zo zijn vierde top-10-notering in vijf dagen. Het werk onderweg van Greipel loonde: hij werd de nieuwe leider.
| rang | renner               | land        | ploeg              | tijd      |
| ---- | -------------------- | ----------- | ------------------ | --------- |
|      | Tom Boonen           | België      | Quick-Step         | 5u 00'35" |
| 2    | Kenny van Hummel     | Nederland   | Skil-Shimano       | z.t.      |
| 3    | Edvald Boasson Hagen | Noorwegen   | Team Columbia      | z.t.      |
| 4    | Borut Božič          | Slovenië    | Cycle-Collstrop    | z.t.      |
| 5    | Matti Breschel       | Denemarken  | Team CSC Saxo Bank | z.t.      |
| 6    | Jürgen Roelandts     | België      | Silence-Lotto      | z.t.      |
| 7    | Aurélien Clerc       | Zwitserland | Bouygues Télécom   | z.t.      |
| 8    | Francesco Chicchi    | Italië      | Liquigas           | z.t.      |
| 9    | Elia Rigotto         | Italië      | Team Milram        | z.t.      |
| 10   | Cyril Lemoine        | Frankrijk   | Crédit Agricole    | z.t.      |

### Vijfde etappe
De rit werd gekleurd door twee renners: Lars Bak sprong — net als gisteren — vroeg in de etappe weg. Samen met zijn compagnon Maciej Bodnar reed hij een mooie voorsprong bijeen. Maar Quick-Step had een plannetje: ze probeerden opnieuw een waaier te trekken. En het lukte: het peloton brak opnieuw in stukken en werd afgeslankt tot een groep van 38 renners waarin alle (!) renners van Quick-Step (afgezien van de opgegeven Tom Boonen) zaten. Door dit hoge tempo maakten de vluchters geen schijn van een kans en werden ze ingelopen. Op de plaatselijke ronde volgden er geen aanvallen; het kwam tot een sprint. Daarin liet iedereen zich verrassen door Carlo Westphal, die op een halve kilometer van de streep vanuit 20ste positie naar de kop ging en stand hield zonder uit het zadel te komen. De op papier vijf beste sprinters van de groep kwamen tekort en bezetten de vijf volgende plaatsen.
| rang | renner              | land        | ploeg              | tijd      |
| ---- | ------------------- | ----------- | ------------------ | --------- |
|      | Carlo Westphal      | Duitsland   | Gerolsteiner       | 3u 57'38" |
| 2    | Jawhen Hoetarovitsj | Wit-Rusland | Française des Jeux | z.t.      |
| 3    | Borut Božič         | Slovenië    | Cycle-Collstrop    | z.t.      |
| 4    | André Greipel       | Duitsland   | Team Columbia      | z.t.      |
| 5    | Jürgen Roelandts    | België      | Silence-Lotto      | z.t.      |
| 6    | Gert Steegmans      | België      | Quick-Step         | z.t.      |
| 7    | Sébastien Turgot    | Frankrijk   | Bouygues Télécom   | z.t.      |
| 8    | Mathew Hayman       | Australië   | Rabobank           | z.t.      |
| 9    | Tom Leezer          | Nederland   | Rabobank           | z.t.      |
| 10   | Robert Wagner       | Duitsland   | Skil-Shimano       | z.t.      |

### Zesde etappe
Tijdens een razendsnel eerste wedstrijduur ontstond een kopgroep van 19 met drie renners uit de top-10: Sébastien Rosseler (vierde), Michael Rogers (vijfde) en Bram Tankink (negende). Het peloton liet daarom niet begaan en het kwam bijna tot een hergroepering: de helft liet zich inlopen, maar negen renners — zonder belangrijke kanshebbers voor de eindzege — zetten door: Mauro Da Dalto, Marco Marcato, Jimmy Engoulvent, Frank Høj, Anders Lund, Leif Hoste (de enige Belg), en de twee Nederlanders Bram de Groot en Floris Goesinnen. Die laatste kwam op de drie bergsprints als eerste boven en verzekerde zich zo van de klimmerstrofee. Heel lang leek het alsof ze het zouden gaan halen, maar net voor de slotkilometer kwam alles samen. Maar Engoulvent legde zich nog niet neer bij de hergroepering: in een wanhoopspoging stormde hij richting aankomst. Edvald Boasson Hagen poogde zijn ploegmaat en klassementsleider André Greipel veilig over de streep te brengen, maar hij maakte heel snel terrein goed op Engoulvent en ging er in de laatste hectometer over. Greipel behield zijn witte leiderstrui.
| rang | renner               | land                | ploeg              | tijd      |
| ---- | -------------------- | ------------------- | ------------------ | --------- |
|      | Edvald Boasson Hagen | Noorwegen           | Team Columbia      | 4u 07'20" |
| 2    | Jimmy Engoulvent     | Frankrijk           | Crédit Agricole    | z.t.      |
| 3    | Sergej Ivanov        | Rusland             | Astana             | z.t.      |
| 4    | André Greipel        | Duitsland           | Team Columbia      | z.t.      |
| 5    | Jürgen Roelandts     | België              | Silence-Lotto      | z.t.      |
| 6    | Elia Rigotto         | Italië              | Team Milram        | z.t.      |
| 7    | Francesco Chicchi    | Italië              | Liquigas           | z.t.      |
| 8    | Matthew Goss         | Australië           | Team CSC Saxo Bank | z.t.      |
| 9    | Roger Hammond        | Verenigd Koninkrijk | Team Columbia      | z.t.      |
| 10   | Kenny van Hummel     | Nederland           | Skil-Shimano       | z.t.      |

### Zevende etappe
De slottijdrit zou beslissen wie de eindlaureaat zou worden van deze Eneco Tour: André Greipel moest proberen stand te houden tegen enkele kanonnen zoals José Iván Gutiérrez en Michael Rogers. Ook twee Belgen werden bij de kanshebbers gerekend: Sébastien Rosseler en Stijn Devolder. Maar voor de etappewinst kwamen ze merkwaardig genoeg allemaal te kort. Het parcours — zo goed als geen bochten en lange rechte stukken in de open vlakte — was op het lijf geschreven van de rouleurs, zoals de Let Raivis Belohvoščiks. Ook Devolder, Rogers en Rosseler deden het uitstekend, maar Gutiérrez was de beste van alle specialisten: ondanks het feit dat hij in de slotkilometer zijn zadel verloor en dus lange tijd op de trappers moest blijven lopen, verloor hij maar 8 seconden op Belohvoščiks. André Greipel werd negende — wel knap voor zijn beperkte tijdrijderscapaciteiten, maar 14 seconden te traag voor de eindwinst. Die ging voor de tweede opeenvolgende keer naar José Iván Gutiérrez, die een handvol seconden overhield op Sébastien Rosseler, ook vorige editie tweede. Greipel viel uiteindelijk nog naast het podium en werd vijfde.
| rang | renner               | land        | ploeg               | tijd   |
| ---- | -------------------- | ----------- | ------------------- | ------ |
|      | Raivis Belohvoščiks  | Letland     | Scott-American Beef | 22'05" |
| 2    | José Iván Gutiérrez  | Spanje      | Caisse d'Epargne    | op 8"  |
| 3    | Sébastien Rosseler   | België      | Quick-Step          | z.t.   |
| 4    | Michael Rogers       | Australië   | Team Columbia       | z.t.   |
| 5    | Stijn Devolder       | België      | Quick-Step          | op 10" |
| 6    | Edvald Boasson Hagen | Noorwegen   | Team Columbia       | op 19" |
| 7    | Servais Knaven       | Nederland   | Team Columbia       | op 21" |
| 8    | Rein Taaramäe        | Estland     | Cofidis             | op 28" |
| 9    | André Greipel        | Duitsland   | Team Columbia       | op 33" |
| 10   | Rubens Bertogliati   | Zwitserland | Scott-American Beef | op 35" |